# Йосип Баришич (футболіст, 1986)
Йосип Баришич (хорв. Josip Barišić, нар. 14 листопада 1986, Осієк, Югославія) — хорватський футболіст, що грав на позиції нападника.

## Клубна кар'єра
Баришич розпочав свою кар'єр в команді з рідного містечка Осієк, з яким у травні 2005 року підписав 5-річний професіональний контракт. Дебютував за першу команду у програному (0:6) виїзному поєдинку проти «Хайдука» (Спліт) у першому турі сезону 2005/06 років у Першій лізі. По ходу сезону правах оренди перейшов до клубу «Кроація Сесвете». Після двох поспіль скзонів у складі «Осієка», відправився по орендах — спочатку до словенського клубу «Копер», а потім до друголігового хорватського клубу «Слованац». По завершенні орендної угоди повернувся до «Осієка», в складі якого виступав протягом наступних 3,5 років. У лютому 2012 року підписав контракт з представником Прем'єр-ліги України ПФК «Олександрія», але не зміг закріпитися в першій команді й зігравши 5 матчів у чемпіонаті (та 2 за дублюючий склад) по завершенні сезону повернувся до Хорватії. На початку 2013 року приєднався до «Спліта», проте через відсутність стабільної ігрової практики вже незабаром повернувся до рідного клубу, «Осієка».
На початку 2015 року перейшов до клубу польської Екстракляси «Завіша» (Бидгощ). 

### П'яст (Гливиці)
Після вильоту «Завіши», 22 червня 2015 року перейшов до клубу «П'яст» (Гливиці).

#### Сезон 2015/16 років
В Екстраклясі за «П'яст» дебютував 24 липня 2015 року в програному (0:2) матчі 2-го кола проти «Руху» (Хожув), в якому на 62-й хвилині замінив Павела Москвіка. Дебютним голом у матчі чемпіонату відзначився на 67-й хвилині (встановив остаточний рахунок) переможного (3:0) поєдинку проти «Гурника» (Ленчна). Також відзначився дублем, на 7-й та 70-й хвилинах переможного матчу проти «Заглембє» (Любін) (матч так і завершився з рахунком 2:0). Четвертим голом у чемпіонаті відзначився 20 листопада 2015 року, встановивши рахунок 3:2 на користь «П'яста» в матчі проти «Термаліки Брук-Бет» (матч завершився перемогою «П'яста» з рахунком 5:3). Ще одним голом відзначився в наступному турі, на 37-й хвилині поєдинку проти команди хожувського «Руху», встановивши рахунок 2:0 (матч завершився з рахунком 3:0). 20 грудня 2015 року в матчі 21-го туру проти познанського «Леха» на 45-й хвилині відзначився другим у поєдинку голом (матч завершився перемогою «П'яста» з рахунком 2:0), а Йосип відзначився шостим у сезоні голом. Сьомим голом у сезоні відзначився в 26-му турі на 42-й хвилині проти «Вісли» (Краків), відкривши рахунок у матчі (матч завершився з нічийним рахунком 1:1). В наступному турі знову відзначився голом, завдяки якому «П'яст» з мінімальним рахунком (1:0) переграв «Шльонськ» (Вроцлав). Продовжив результативну серію й у наступному матчі проти «Подбескідзе», відзначившись на 80-й хвилині. 24 квітня 2014 року відзначився 10-м голом у сезоні, у поєдинку проти «Лехії» (Гданськ), коли на 90-й хвилині забив третій м'яч у поєдинку. 11-м голом у сезоні відзначився в 6-му турі плей-оф чемпіонату (загалом це був 36-ий тур) проти «Руху» (Хожув) (перемога «П'ясту» з рахунком 3:0). Загалом у сезоні 2015/16 років зіграв 34 матчі, в яких відзначився 11-ма голами й разом з Мартіном Нешпором став найкращим бомбардиром клубу. Цього сезону його команда досягла історичного успіху, фінішувала на 2-му місці в національному чемпіонаті й кваліфікувалася до другого кваліфікаційного раунду Ліги Європи УЄФА.

#### Сезон 2016/17 років
«П'яст» вийшов до другого кваліфікаційного раунду, де протистояв шведському «Гетеборгу». У першому поєдинку поляки зазнали поразки з рахунком 0:3, а в другому поєдинку зіграли в нульову нічию.
29 січня 2017 року на правах оренди перейшов до клубу «Арка» (Гдиня). Разом з командою став переможцем кубку Польщі. 18 травня 2017 року повернувся до «П'ясту».

## Кар'єра в збірній
У 2006—2007 роках залучався до складу молодіжної збірної Хорватії. В її складі зіграв у чотирьох матчах й відзначився 1 голом.

## Досягнення

### Клубні
П'яст (Гливиці)
- Кубок Польщі
  -  Володар (1): 2016/17